# Riad Salamé
Pour les articles homonymes, voir Salamé.
Riad Salamé (en arabe : رياض سلامة), né le 17 juillet 1950 à Antélias, est un banquier libanais. Il est gouverneur de la Banque du Liban entre 1993 et 2023.
Banquier d’affaires chez Merrill Lynch, il est nommé gouverneur de la banque centrale en 1993. Proche du Premier ministre d’alors, Rafiq Hariri, libéral, il lève les obstacles à la libre circulation des capitaux et installe un rapport quasi fixe entre la livre libanaise et le dollar. Après avoir joui pendant 30 ans d’une aura de prestige, souvent qualifié de « magicien » de la finance, il est associé par de nombreux critiques à la faillite de l’État libanais et à l’effondrement de la monnaie nationale à partir de 2019.
Poursuivi par la justice française et la justice allemande pour détournement de fonds publics et blanchiment d’argent, Salamé fait l'objet d'un mandat d'arrêt international émis par Interpol,.  Il est accusé de s’être constitué un riche patrimoine immobilier et bancaire en Europe via un montage financier complexe et un détournement massif de fonds publics libanais.

## Biographie

### Jeunesse
Né d'une famille maronite, Riad Salamé est le fils de Toufik Salamé et Renée Romanos. Il effectue sa scolarité chez les Jésuites au collège Notre-Dame de Jamhour, puis obtient une licence en économie de l'université américaine de Beyrouth,.

### Carrière
Entre 1973 et 1993, Riad Salamé travaille dans les bureaux de Merrill Lynch à Beyrouth et à Paris, en tant que cadre et membre de la direction. Il devient vice-président et conseiller financier de Merrill Lynch à Paris.
Il devient gouverneur de la Banque du Liban le 1er août 1993, sur décision de Rafiq Hariri, dont il gérait la fortune à Merrill Lynch. Il est ensuite reconduit pour quatre mandats consécutifs en 1999, 2005, 2011 et 2017.
Il fait preuve d’orthodoxie libérale, lève les obstacles à la libre circulation des capitaux et installe un rapport quasi fixe entre la livre libanaise et le dollar. D'après l'analyste économique Jean-Pierre Sereni, pour attirer les capitaux, il introduit un autre bénéfice, très avantageux pour ses créanciers : « Ils sont payés deux fois par le Trésor public. Tout déposant de plus d’un million de dollars peut souscrire un prêt en livres libanaises d’un montant supérieur qui lui coûte 2 % en intérêt, mais en rapporte 10 % : il additionne ainsi les intérêts payés sur le prêt en dollars et sur celui en monnaie locale. » Le Fonds monétaire international (FMI) a calculé, dans une étude parue en 2019, que le rendement sur 10 ans atteignait 17 % par an. Les banques libanaises qui montent ces opérations gagnent ainsi de fortes sommes.
Riad Salamé est aussi président du Conseil central de la BDL, de la Commission bancaire supérieure, de la Commission d'enquête spéciale AML/CFT et de l'Autorité des marchés de capitaux. Il est membre du Conseil des Gouverneurs du Fonds monétaire international (FMI) et du Fonds monétaire arabe (FMA). En 2012, Riad Salamé préside la réunion annuelle du FMI et du Groupe de la Banque mondiale à Tokyo[source insuffisante].
Le 1er juillet 2013, Riad Salamé entame un mandat de deux ans pour co-présider le Conseil de stabilité financière, un groupe consultatif régional pour le Moyen-Orient et Afrique du Nord. Il a également été président du conseil des gouverneurs du fonds monétaire arabe en 2013.
En juillet 2021, il est révélé que Riad Salamé a peut-être été espionné au moyen du logiciel israélien Pegasus pour le compte de l'Arabie saoudite et des Émirats arabes unis.

## Critiques
En tant que gouverneur de la Banque centrale du Liban, après avoir joui pendant 30 ans d’une aura de prestige, souvent qualifié de « magicien » de la finance, Riad Salamé est, depuis mars 2020, associé par certains à la faillite de l’État libanais et à l’effondrement de la monnaie nationale. Pour ses détracteurs, il serait l'artisan d'une « pyramide de Ponzi » sur laquelle reposerait l'économie libanaise,. Ce à quoi il répond notamment que « les taux d’intérêts payés au Liban étaient inférieurs à ceux payés en Égypte et en Turquie ». Aussi, il estime être « pris comme un bouc émissaire ». Le banquier explique en avril 2021 que le système libanais « tient grâce à la banque centrale, qui a accumulé des reserves importantes en devises » dans le contexte de crise politique vécu depuis 2017, à la suite de la démission du Premier ministre Saad Hariri.
Fin décembre 2020, Riad Salamé, pointé du doigt par une partie des manifestants, annonce l'ouverture d'une enquête éthique. Celle-ci doit auditer le système financier du pays et permettre de vérifier si des personnalités politiques ont utilisé leur position pour outrepasser les restrictions bancaires sur les retraits en devises et les transferts de fonds à l'étranger. En janvier 2021, il estime que le système financier du pays peut redémarrer « si la situation politique régionale s’améliore » et si le pays reçoit l’appui « de la communauté internationale et arabe »,.

## Affaires judiciaires

### Soupçons de détournement de fonds publics
Les comptes bancaires et propriétés détenus par Riad Salamé à travers l’Europe représentent plusieurs centaines de millions de dollars.
En juillet 2021, le parquet national financier français (PNF) annonce que les investigations ouvertes en France sur le riche patrimoine de Riad Salamé en Europe sont confiées à des juges d’instruction anticorruption parisiens. Le PNF ouvre le 2 juillet « une information judiciaire contre X des chefs de blanchiment en bande organisée et association de malfaiteurs ». Il est également soupçonné de détournement de fonds publics par les justices suisse et libanaise.
Le rôle-clé que détient Riad Salamé sur la scène politico-financière libanaise limite la marge de progression des enquêteurs, empêchant notamment toute levée du secret bancaire sur de multiples comptes suspects.
En octobre 2021, son nom apparaît aux côtés d'autres politiques libanais (Marwan Kheireddine, Najib Mikati, Muhammad Baasiri et Hassan Diab) dans l'affaire des évasions fiscales de Pandora Papers où il est stipulé que Salamé a eu recours aux paradis fiscaux.
Depuis le 16 mai 2023, il est l'objet d'un mandat d'arrêt international émis par la France, après son refus de se rendre à une audition au tribunal judiciaire de Paris. 
Raja Salamé, frère cadet de Riad Salamé, est inculpé en mars 2022 pour complicité d’actes d’enrichissement illicite. Il est soupçonné de l’avoir aidé à détourner de l’argent de la banque centrale pour se constituer un luxueux patrimoine immobilier à Paris. Son neveu, Émile Salamé, est également mis en examen en France pour association de malfaiteurs délictuelle, blanchiment en bande organisée et recel de délits.
Riad Salamé est arrêté le 3 septembre 2024 à Beyrouth pour des soupçons de corruption dans son pays et à l'étranger.

## Titre honorifique
- Docteur honoris causa de l'université libanaise

## Décoration
- Officier de la Légion d'honneur (2009)[22]